# Mette Maria Ahrenkiel
Mette Maria Ahrenkiel (14. februar 1969, Horsens) er en dansk skuespiller.

## Filmografi
- Min Søster (2021)
- Barnepigerne (2020)
- Liv (2013)
- Sidste weekend (2013)
- Marie Krøyer (2012)
- Gale veje (2005)
- Bella min Bella (1996)
- Elverhøj (1996)
- Bryggeren (1996)
- Strenge tider (1994)
- I lovens navn (1994)
- En succes (1993)
- Sort høst (1993)
- Da natten forsvandt - et elektrisk eventyr (1991)